# M1917 (Revolver)

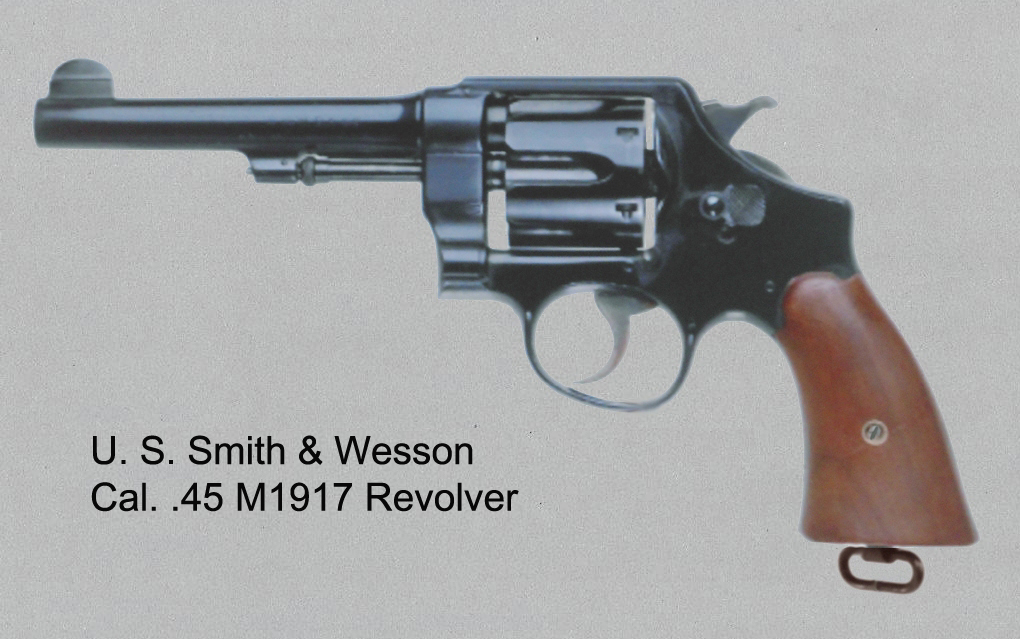
U.S. Smith & Wesson 45 M1917 Revolver

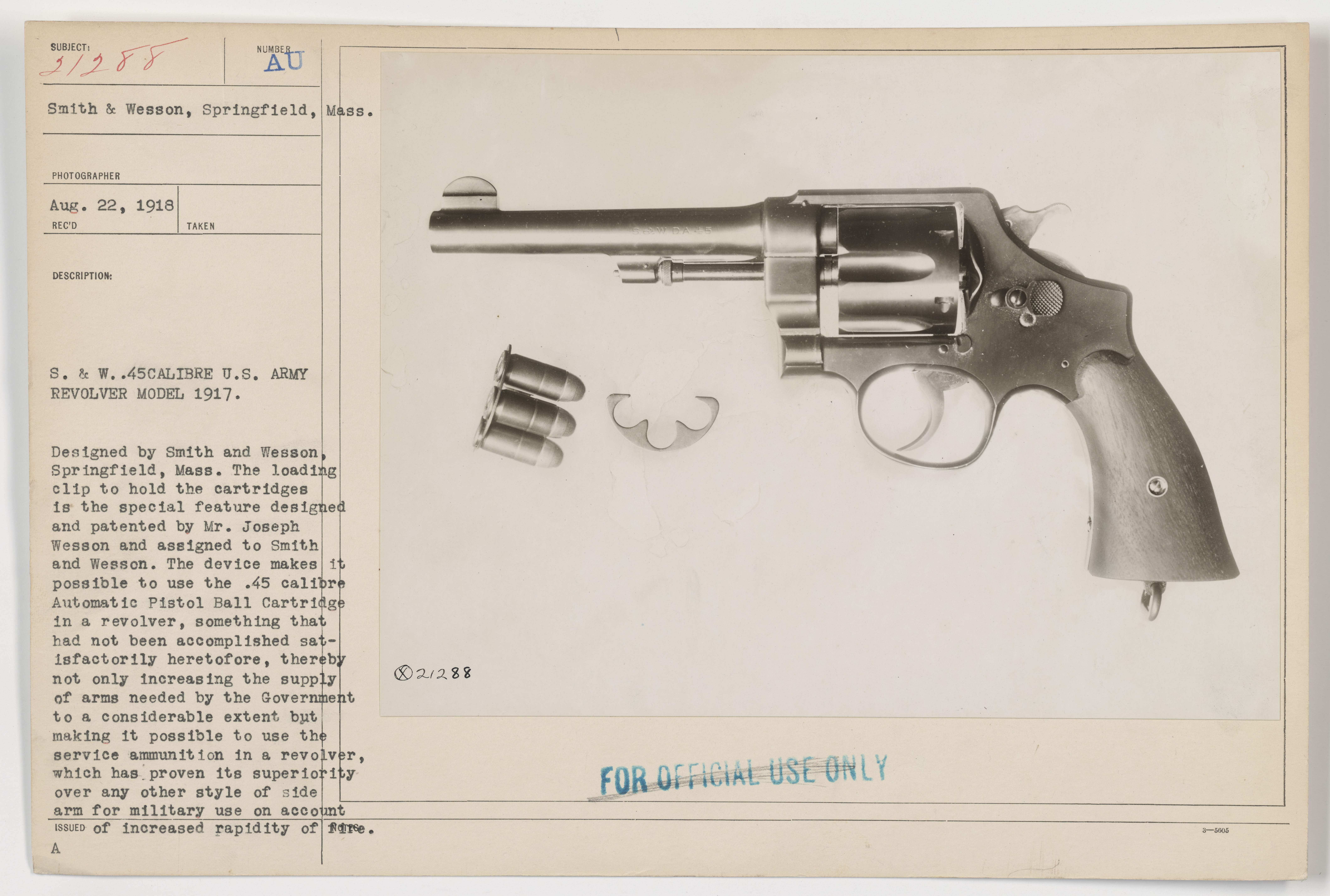
Dokument der Firma Smith & Wesson. Model 1917 Revolver und Half-Moon Clip

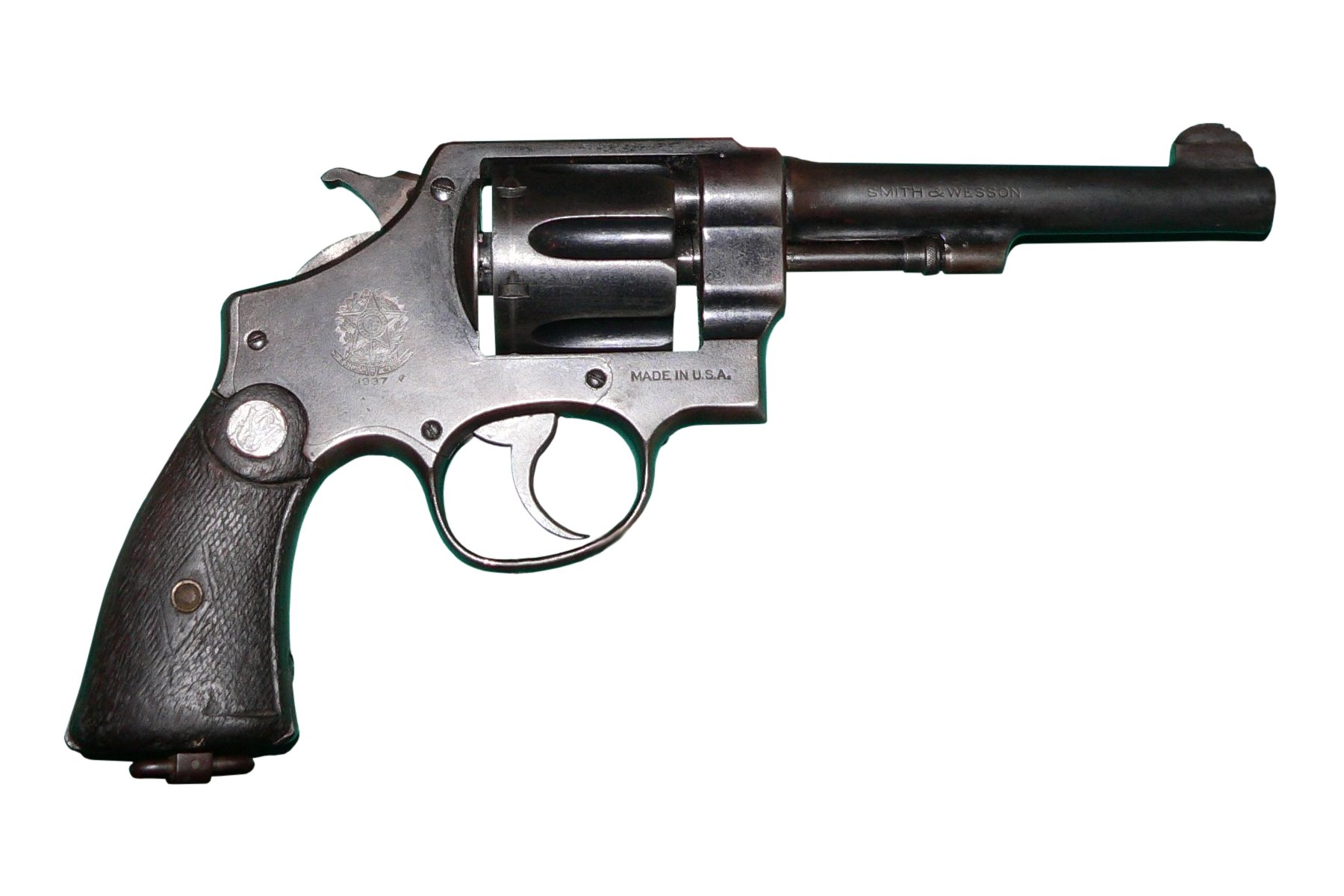
1937 nach Brasilien gelieferte Variante des Smith & Wesson M1917 Revolvers

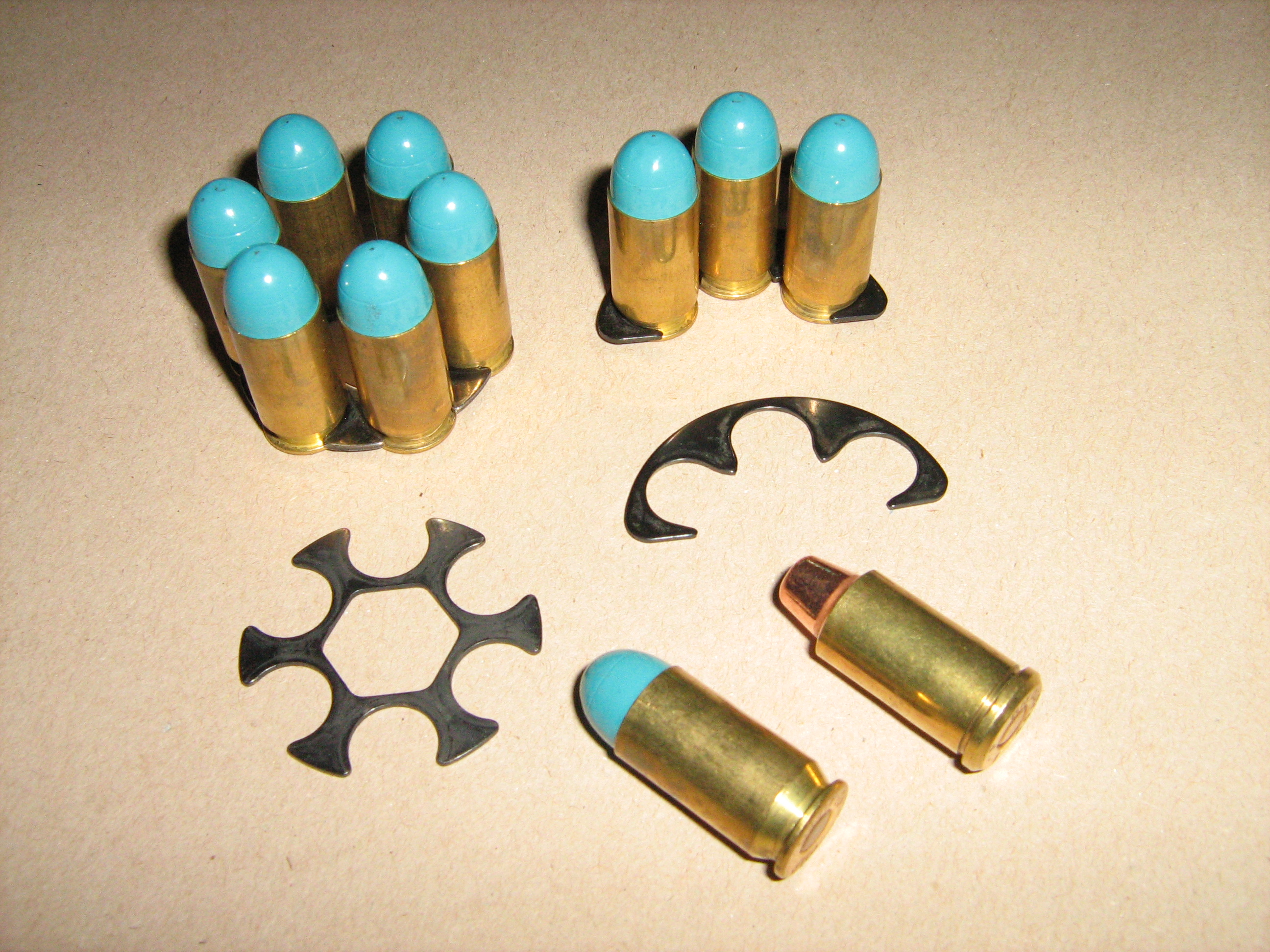
Moon clips für Revolvermunition, 3- und 6 Schuss .45 ACP. Vorne .45ACP und .45 Auto Rim Patrone

Der U.S. Revolver, Model of 1917, Caliber .45, kurz M1917 Revolver, ist ein sechsschüssiger Revolver der US-Streitkräfte im M1911-Pistolenkaliber .45 ACP. Er wurde durch die US-Armee gegen Ende des Ersten Weltkrieges beschafft. COLT’S PAT. F.A. M’F’G. CO und Smith & Wesson fabrizierten den Revolver unter der gleichen Armeebezeichnung, bei Colt entsprach dieser konstruktiv dem .45 Colt New Service Revolver Model 1909, bei Smith & Wesson dem an die ab 1918 an die britische Regierung gelieferten .455 S & W Hand Ejector.

## Geschichte
Nach dem Kriegseintritt der Vereinigten Staaten in den Ersten Weltkrieg bestand erhöhter Bedarf an Waffen und anderen Ausrüstungsgegenständen. Während die Fertigungskapazitäten für M1911-Pistolen bei den damaligen Herstellern der M1911-Pistole, der Firma Colt, der Springfield Armory, Massachusetts, Remington und der North American Arms Company in Quebec, Kanada an ihre Grenzen stießen, war dies für die Produktion von großrahmigen Revolvern sowohl bei Smith & Wesson als auch Colt nicht der Fall. Die beiden Firmen wurden daraufhin mit der Fabrikation der U.S. Revolver, Model of 1917, Caliber .45 beauftragt.
Bei der Wehrmacht wurden Varianten der Colt-M1917-Revolver offiziell verzeichnet und auch als Beutewaffe genutzt. Eine Übersicht dazu findet sich in der Liste von Revolvern gemäß den Kennblättern fremden Geräts D 50/1.

### Colt
Die Fa. Colt hatte den Revolver Modell M1909 im Kaliber .45 Colt (Revolverpatrone) entworfen, der jedoch der Pistole M1911 unterlegen war, sodass die Pistole im Jahre 1911 eingeführt wurde.
Bei Colt wurde die Waffe als eine Variante des .45 Colt New Service Revolvers Model 1909 gemäß den Vorgaben der Armee im Pistolenkaliber .45 ACP, Lauflänge 5 ½ Zoll, mit einer hinten verkürzten Trommel zwecks Verwendung des Half-Moon Clips gefertigt (.45 ACP-Patronen konnten auch ohne Clips verschossen werden, der Hülsenauswerfer funktionierte jedoch nicht). Die nicht gerieften Griffschalen waren aus Nussbaumholz. Am Griffrahmen war unten ein Tragering angebracht. Bis Kriegsende wurden 150.700 Revolver hergestellt.

### Smith & Wesson
Die Fa. Smith & Wesson hatte für die britischen Streitkräfte .455 S & W Hand Ejector Revolver gefertigt, da auch die Briten an mangelnden Produktionskapazitäten litten.
Bei Smith & Wesson wurde der U.S. Revolver, Model of 1917 als Variante des auf dem N-Rahmen hergestellten .455 Hand Ejector wie bei Colt gemäß den Vorgaben der Armee hergestellt. Auch diese Waffen hatten nicht geriefte Griffschalen aus Nussbaumholz und einen Griffrahmen mit Tragering. Bis zum Kriegsende wurden 163.476 dieser Revolver hergestellt.

### Der Half Moon Clip
Da es sich bei der verwendeten Munition .45 ACP um eine randlose Munition handelte, musste sichergestellt werden, dass die Patronen, die in Revolvern verschossen wurden, in der Trommel fixiert waren, und dass die abgeschossenen Hülsen unter Verwendung des Handauswerfers ausgeworfen werden konnten.
Dazu dienten die von S & W entwickelten Half-Moon-Clips. Dabei handelt es sich um die von Joseph Wesson entwickelten flachen halbkreisförmigen Blechteile, in die drei Patronen an ihrer Auszieherrille eingesteckt werden konnten. Mit zwei solcher Clips konnte der Revolver geladen werden. Später wurden auch Clips für 6 Patronen eingesetzt.
Die Entwicklung der Half Moon Clips wird durch S & W folgendermaßen begründet: Der von Mr. Joseph Wesson entwickelte und patentierte Lade-Clip erlaubt die Verwendung der randlosen .45 ACP Patronen in einem Revolver, was vorher befriedigend nicht möglich war. (Text "Dokument von Smith & Wesson Model 1917 Revolver und Half-Moon Clip").

## Spätere zivile Fertigungen
Colt stellte nach dem Krieg 1000 Civilian Model 1917 .45 ACP Revolver, gebläut, in den Seriennummern 335.000 bis 336.000 mit 5 1/2 Zoll - Läufen her. Die Läufe trugen links die Aufschrift COLT MODEL 1917 .45 AUTO. CTGE.
Smith & Wesson Der Model 25-2 ist die zivile Variante des M1917 mit gerieften Griffschalen, der von Smith & Wesson zwischen den beiden Weltkriegen hergestellt wurde.
Vom Vorgänger des Model 25-2, dem .45 Hand Ejector, wurden 1937 rund 25.000 nach Brasilien geliefert. Die nach Brasilien gelieferten Waffen hatten geriefte Nussbaumgriffe mit Medaille, zudem war anstelle des S&W-Logos auf dem Rahmen hinter der Trommel das brasilianische Wappen (Stern) eingeschlagen.
Mit der Wiederbelebung des Schießsports wurde zunächst das Model 1950 (Target) herausgebracht. Diesem folgte das Model 1955 mit schwererem Lauf, welches ab 1957 als Model 25 benannt wurde. Ab 1957 gab es auch das Model 26, welches allerdings auf das frühere Modell von 1950 zurückging. Für Revolver im Kaliber .45 wurde die Bezeichnung Model 25-2 eingeführt.

## Die .45 Auto-Rim Patrone

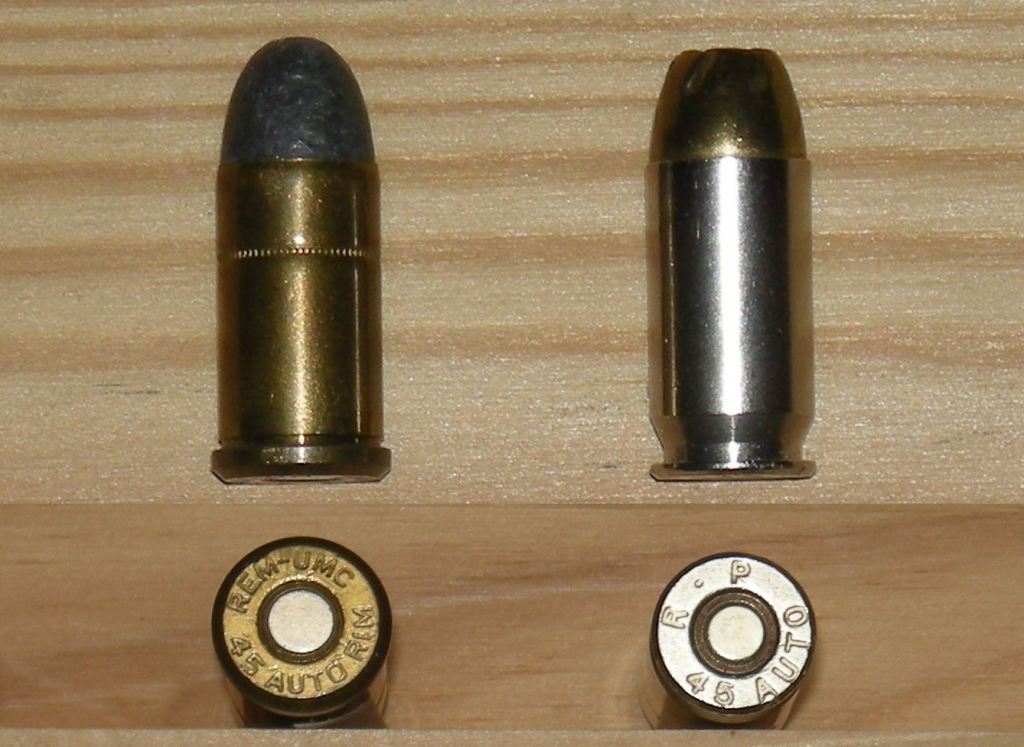
.45 AUTO RIM im Vergleich zur .45 ACP Patrone

Da nach dem Ersten Weltkrieg größere Stückzahlen der M1917 Revolver auf dem Zivilmarkt verkauft wurden, stellte die Peters Cartridge Company 1920 eine neue Patrone vor, die im Wesentlichen eine .45 ACP mit einem dicken Rand ist. Damit war die Verwendung der Clips überflüssig.
Die Randpatrone wurde als .45 AUTO RIM bezeichnet. Sie war mit einem Bleigeschoß bestückt, um die übermäßige Laufabnutzung durch die Vollmantelgeschosse der .45 ACP zu vermeiden.
Die Colt- und S&W - Revolver, welche die .45 ACP mit einem Clip, respektive die .45 AUTO RIM Patrone verschießen, sind am größeren hinteren Zwischenraum zwischen Trommel und Rahmen zu erkennen.